# Calpet
Calpet és una concentració de població designada pel cens dels Estats Units a l'estat de Wyoming. Segons el cens del 2000 tenia 7 habitants.

## Demografia
Segons el cens del 2000, Calpet tenia 7 habitants, 3 habitatges, i 2 famílies. La densitat de població era de 0,6 habitants/km².
Dels 3 habitatges en un 66,7% hi vivien nens de menys de 18 anys, en un 33,3% hi vivien parelles casades, en un 0% dones solteres, i en un 33,3% no eren unitats familiars. En el 33,3% dels habitatges hi vivien persones soles el 33,3% de les quals corresponia a persones de 65 anys o més que vivien soles. El nombre mitjà de persones vivint en cada habitatge era de 2,33 i el nombre mitjà de persones que vivien en cada família era de 2,5.
Per edats la població es repartia de la següent manera: un 28,6% tenia menys de 18 anys, un 0% entre 18 i 24, un 0% entre 25 i 44, un 71,4% de 45 a 60 i un 0% 65 anys o més.
L'edat mediana era de 50 anys. Per cada 100 dones de 18 o més anys hi havia 150 homes.
La renda mediana per habitatge era de 53.750 $ i la renda mediana per família de 53.750 $. Els homes tenien una renda mediana de 43.750 $ mentre que les dones 11.250 $. La renda per capita de la població era de 17.067 $. Cap de les famílies estaven per davall del llindar de pobresa.

## Poblacions més properes
El següent diagrama mostra les poblacions més properes.